# William H.H. Ross
William Henry Harrison Ross, född 2 juni 1814 i Laurel, Delaware, död 30 juni 1887 i Philadelphia, Pennsylvania, var en amerikansk demokratisk politiker. Han var guvernör i delstaten Delaware 1851-1855.
Ross gifte sig 1840 med Elizabeth Emeline Hall. Paret fick tio barn. Ross vann 36 år gammal guvernörsvalet i Delaware 1850. Han efterträdde i januari 1851 William Tharp som guvernör. Han efterträddes 1855 av Peter F. Causey.
Ross var slavägare. Han valde exilen efter att amerikanska inbördeskriget hade brutit ut och en av hans söner tog värvning på sydstaternas sida. Han återvände till USA efter krigsslutet.
Ross avled 1887 i Philadelphia och gravsattes i Seaford i Delaware.